# Nicolas Todt
Nicolas Todt, född 17 november 1977 i Le Chesnay, Yvelines, är delägare av ART Grand Prix i GP2 och manager för Charles Leclerc. Han är son till Jean Todt. Han utexaminerades från Toulouse Business School.